# Nagy Pál (tanár, 1788–1859)
Szőkefalvi Nagy Pál (Gyöngyös, 1788. április 18. – Eperjes, 1859. december 18.) bölcseleti doktor, akadémiai tanár.

## Élete
1813-14-ben a Pesti Egyetemen természettani segéd, 1815-től 1836-ig a nagyváradi akadémián a történelem rendes tanára és könyvtárnok volt. 1837-ben nyugalomba vonult. Előszeretettel viseltetett a régészet iránt; 1827-ben a nagyváradi ortodox zsinagóga körül tanítványaival együtt felsőbb engedéllyel nagymérvű ásatásokat végzett, de számos embercsonton kívül egyebet nem talált. Nyugalomba vonulása után Pesten mint szerkesztő működött.

## Munkái
- Positiones ex historia pragmatica reg. Hungariae, sub praesidi… Georgii Tokody… in academia regia M. Varadinensi… 1817. Magno-Varadini.
- Historia pragmatica regni Hungariae diplomatibus et scriptorum testimoniis illustrata, auxiliaribusque scientiis aucta. Magno-Varadini, 1817. Két kötet. (2. kiadás. Pest, 1823. Ism. Hazai és Külf. Tudósítások 1823. II. 36. sz.).
- Vitézvári báró Simonyi József, herczeg Hessen-Homburg magyar lovas regement hires ezredes kapitányának példás élete leírása. Pest, 1819.
- Historia universalis gentium statistico-geographico politico critica. Quam in usum auditorum concinnavit. Budae, 1824-25. Három kötet. (Ism. Hazai s Külf. Tudósítások 1825. II. 30. sz.) Tomus I. Tomus II. Tomus III.
- Oratio amplissimis honoribus dni Adami comitis Reviczky de Revisnye, dum inter laetas populi acclamationes in supremum comitem comitatus Borsodiensis inauguraretur anno 1828. die 9. Junii. Magno-Varadini.

Szerkesztette a Nemzeti Ujságot (a Hazai s Külföldi Tudósítások folytatását) 1840. jan. 1-től 1842. jún. 7-ig és melléklapját a Hasznos Mulatságokat 1839-től 1842. máj. 31-ig.